# Ilir Meta

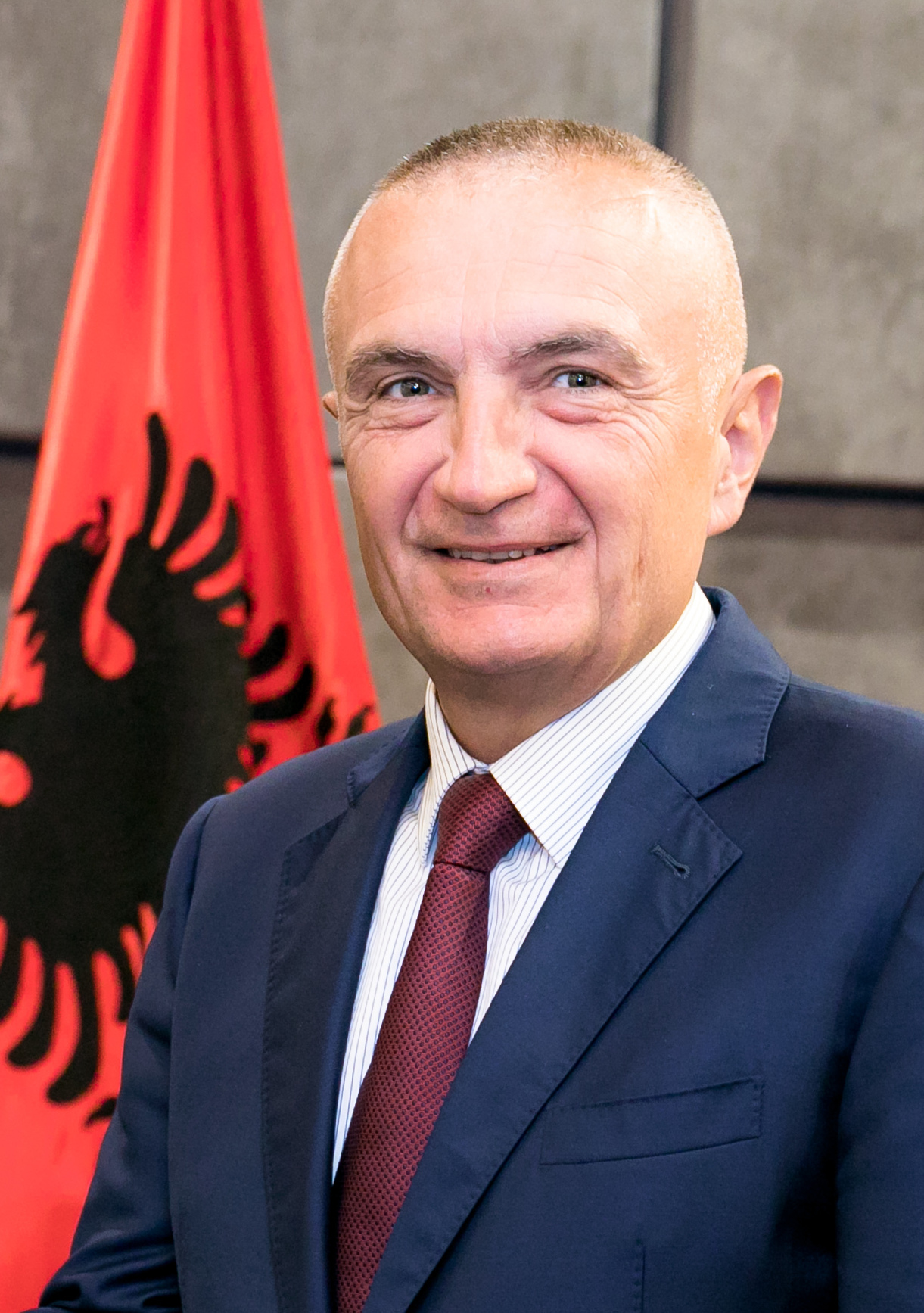
Ilir Meta (2018)

Ilir Rexhep Meta (* 24. März 1969 in Çorovoda) ist ein albanischer Politiker und war vom Juli 2017 bis Juni 2022 der siebte Staatspräsident von Albanien.
Zuvor bekleidete Ilir Meta verschiedene Staats- und Parteiposten. So ist er Gründer der Partei Sozialistische Bewegung für Integration (LSI) und war deren Vorsitzender von der Parteigründung bis 2017. Am 28. April 2017 wurde er als Nachfolger von Bujar Nishani zum neuen Staatspräsidenten gewählt und musste im Vorhinein von diesem politischen Posten zurücktreten. Zwischen 2013 und 2017 war er Parlamentspräsident und zwischen 1999 und 2002 Ministerpräsident Albaniens, der jüngste in der Geschichte Albaniens, der je in dieses Amt gewählt wurde.

## Leben
Ilir Meta studierte Wirtschaftspolitik an der Universität Tirana. 1990/91 war er bei den Studentenunruhen beteiligt, die den Fall des kommunistischen Systems herbeiführten. 1992 wurde Meta als Vertreter der Sozialistischen Partei Albaniens ins Kuvendi i Shqipërisë gewählt. In dieser Partei nahm er in den folgenden Jahren verschiedene Ämter ein.

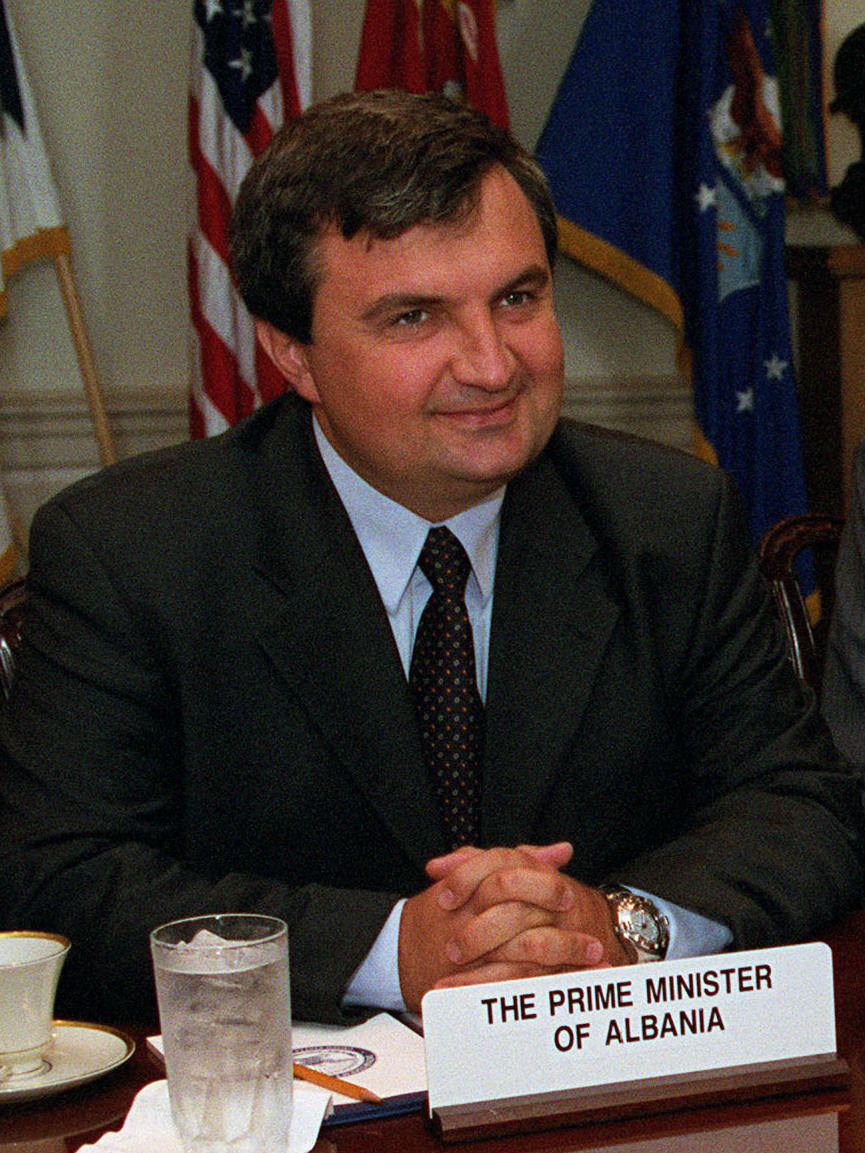
Meta im Jahr 2000 als Ministerpräsident in Washington D.C.

Am 4. November 1999 wurde Ilir Meta vom Parlament als Ministerpräsident bestätigt. Diese Funktion übte er bis zum Jahr 2002 aus. 2003 war er Außenminister Albaniens und stellvertretender Ministerpräsident.
Im Jahr 2004 brach er mit der Sozialistischen Partei wegen Meinungsverschiedenheiten mit dem Block von Fatos Nano. Er gründete eine neue, sozialdemokratisch orientierte Partei, die Sozialistische Bewegung für Integration (albanisch Lëvizja Socialiste për Integrim, Akronym: LSI), der er bis 2017 vorstand. 2009 wurde er erneut Außenminister und stellvertretender Ministerpräsident im Kabinett Berisha II. Im September 2010 gab er das Außenministerium an Edmond Haxhinasto (LSI) ab und wurde Minister für Wirtschaft, Handel und Energie, um weniger Zeit im Ausland verbringen zu müssen und mehr auf die Entwicklung der Partei fokussieren zu können.
Am 14. Januar 2011 trat Meta auch von seinem Amt als stellvertretender Ministerpräsident und als Minister für Wirtschaft, Handel und Energie zurück. Als Grund nannte er, der Staatsanwaltschaft die Einleitung einer strafrechtlichen Untersuchung zu ermöglichen, da gewählte Amtsvertreter in Albanien die politische Immunität besitzen. Zuvor wurde in der Sendung Fiks Fare vom Fernsehsender Top Channel ein Video veröffentlicht, das ihn beim Versuch zeigt, eine öffentliche Ausschreibung für den Bau eines Wasserkraftwerkes zu manipulieren. Ein Jahr später, am 16. Januar 2012, sprach ihn das Oberste Gericht vom Vorwurf der Korruption mangels Beweisen frei, da das heimlich aufgenommene Video als Beweismittel abgelehnt worden ist.
Am 21. Oktober 2012 wurde Ilir Meta als Parteivorsitzender der LSI mit 79 % der Stimmen bestätigt. Sein einziger Gegenkandidat, der Generalsekretär Luan Rama, erhielt 21 %.
Im Vorfeld der Parlamentswahl in Albanien 2013 verließ Ilir Meta mit seiner Partei die seit 2009 gebildete Koalition mit den Demokraten, um zu den Sozialisten überzuwechseln. Bei den Wahlen im Juni erreichten die Sozialisten unter Edi Rama zusammen mit der LSI eine deutliche Mehrheit. Am 10. September 2013 wählte das albanische Parlament mit 91 zu 45 Stimmen bei einer Enthaltung Ilir Meta zum Parlamentspräsidenten. Drei der 140 Abgeordneten waren nicht anwesend. Meta erhielt somit auch Stimmen aus der neuen Opposition, den Demokraten, was für Albanien ungewöhnlich ist.
Als Ilir Meta am 28. April 2017 zum Staatspräsidenten gewählt wurde, erfolgte dies ohne Unterstützung der Opposition. Die Demokraten boykottierten bereits seit Februar 2017 die Parlamentsarbeit. Drei Wahlgänge ohne Kandidaten, die als Aufforderung an die Opposition zur Rückkehr ins Parlament galten, blieben erfolglos. Im vierten Wahlgang war Ilir Meta einziger Kandidat und erhielt 87 von 89 Stimmen.
In der Folge distanzierten sich die regierenden Sozialisten und Meta immer mehr. Nachdem Meta nach Protesten der Opposition den Termin für die Kommunalwahlen 2019 verschoben hatte, die Regierung aber an der Durchführung am geplanten Termin festhielt, war es komplett zum Bruch gekommen. Auch bei den Parlamentswahlen 2021 kam Kritik an der Rolle des Präsidenten auf. Daraufhin stimmte im Juni 2021 das albanische Parlament für die Amtsenthebung von Ilir Meta. Ihm wurde eine ernsthafte Verletzung der Verfassung vorgeworfen. Der Verfassungsgerichtshof kündigte an, diese Entscheidung zu prüfen. Er entschied im Februar 2022, dass die eine schwere Verfassungsverletzung als Grundlage der Amtsenthebung nicht gegeben sei.
Ohne Unterstützung der Sozialisten war nicht an eine Wiederwahl von Meta zum Staatspräsidenten zu denken. Bajram Begaj wurde zum Nachfolger gewählt, an den er am 24. Juli 2022 das Amt übergab. Daraufhin übernahm Ilir Meta wieder die Leitung der Partei, die neu unter dem Namen Partia e Lirisë (Freiheitspartei) auftritt.
Am 21. Oktober 2024 wurde Meta unter dem Vorwurf von Geldwäscherei, Korruption und falschen Angaben zu seinem Vermögen verhaftet.

## Privates
Ilir Rexhep Meta ist mit Monika Kryemadhi verheiratet, die die Nachfolge als Parteivorsitzende der LSI übernahm. Aus diesem Grund hat sie bei der Inauguration ihres Ehemannes auch nicht die Rolle der „First Lady“ übernommen. Meta wurde stattdessen von seiner älteren Tochter Bora begleitet.
Die beiden haben zwei weitere Kinder, Besar und Era.